# David Bowie (album)
Albums de David Bowie
Space Oddity
(1969)
Singles
1. Rubber Band
Sortie : 2 décembre 1966
2. Love You till Tuesday
Sortie : 14 juillet 1967

David Bowie est le premier album de David Bowie. Il est sorti au mois de juin 1967 chez Deram Records.

## Histoire
L'album est un échec commercial. Deram met un terme au contrat de David Bowie en avril 1968 et le chanteur ne publie son deuxième album, Space Oddity, que l'année d'après. Une fois David Bowie devenu célèbre, plusieurs compilations réunissant les chansons qu'il a enregistrées pour Deram au début de sa carrière paraissent : The World of David Bowie (1970), Images 1966–1967 (1973), Another Face (1981), Rock Reflections (1990) et The Deram Anthology 1966–1968 (1997).

## Fiche technique

### Chansons

#### Album original
Toutes les chansons sont écrites et composées par David Bowie.
| 1. | Uncle Arthur          | 2:07 |
| 2. | Sell Me a Coat        | 2:58 |
| 3. | Rubber Band           | 2:17 |
| 4. | Love You till Tuesday | 3:09 |
| 5. | There Is a Happy Land | 3:11 |
| 6. | We Are Hungry Men     | 2:58 |
| 7. | When I Live My Dream  | 3:22 |

| 8.  | Little Bombardier      | 3:24 |
| 9.  | Silly Boy Blue         | 4:36 |
| 10. | Come and Buy My Toys   | 2:07 |
| 11. | Join the Gang          | 2:17 |
| 12. | She's Got Medals       | 2:23 |
| 13. | Maid of Bond Street    | 1:43 |
| 14. | Please Mr. Gravedigger | 2:35 |

#### Rééditions
Une réédition deluxe de l'album a paru en 2010. Elle inclut un deuxième CD avec les titres bonus suivants :
| 1.  | Rubber Band (face A, mono)                                | 2:01 |
| 2.  | The London Boys (face B, mono)                            | 3:19 |
| 3.  | The Laughing Gnome (face A, mono)                         | 2:56 |
| 4.  | The Gospel According to Tony Day (face B, mono)           | 2:46 |
| 5.  | Love You till Tuesday (face A, mono)                      | 2:59 |
| 6.  | Did You Ever Have a Dream (face B, mono)                  | 2:06 |
| 7.  | When I Live My Dream (version mono)                       | 3:49 |
| 8.  | Let Me Sleep Beside You (version mono)                    | 3:24 |
| 9.  | Karma Man (version mono)                                  | 3:03 |
| 10. | London Bye Ta-Ta (version mono inédite)                   | 2:36 |
| 11. | In the Heat of the Morning (version mono)                 | 2:44 |
| 12. | The Laughing Gnome (version stéréo inédite)               | 2:59 |
| 13. | The Gospel According to Tony Day (version stéréo inédite) | 2:49 |
| 14. | Did You Ever Have a Dream (version stéréo inédite)        | 2:05 |
| 15. | Let Me Sleep Beside You (version stéréo inédite)          | 3:20 |
| 16. | Karma Man (version stéréo inédite)                        | 3:03 |
| 17. | In the Heat of the Morning (mix stéréo)                   | 2:58 |
| 18. | When I'm Five                                             | 3:05 |
| 19. | Ching-a-Ling (mix stéréo inédit)                          | 2:48 |
| 20. | Sell Me a Coat (version de 1969)                          | 2:58 |
| 21. | Love You till Tuesday (version BBC inédite)               | 2:56 |
| 22. | When I Live My Dream (version BBC inédite)                | 3:33 |
| 23. | Little Bombardier (version BBC inédite)                   | 3:25 |
| 24. | Silly Boy Blue (version BBC inédite)                      | 3:22 |
| 25. | In the Heat of the Morning (version BBC inédite)          | 4:16 |

### Interprètes
- David Bowie : chant, effets sonores sur Please Mr Gravedigger
- John Renbourn : guitare
- Big Jim Sullivan : sitar et guitare acoustique sur Join the Gang
- Dek Fearnley : basse, chœurs sur Silly Boy Blue
- John Eager : batterie, chœurs sur Silly Boy Blue
- Derek Boyes : piano, orgue
- Marion Constable : chœurs sur Silly Boy Blue
- Gus Dudgeon : voix sur We Are Hungry Men, effets sonores sur Please Mr Gravedigger
- Mike Vernon : voix sur We Are Hungry Men
- plusieurs musiciens de studio non crédités[3]

### Équipe de production
- David Bowie, Dek Fearnley : arrangements
- Arthur Greenslade : arrangements sur Rubber Band, Love You till Tuesday et When I Live My Dream
- Mike Vernon : producteur
- Gus Dudgeon : ingénieur du son
- Gerald Fearnley : photographie